# Marion (Arkansas)
Marion es una ciudad ubicada en el condado de Crittenden en el estado estadounidense de Arkansas. En el Censo de 2010 tenía una población de 12345 habitantes y una densidad poblacional de 232,52 personas por km².

## Geografía
Marion se encuentra ubicada en las coordenadas 35°12′8″N 90°12′16″O / 35.20222, -90.20444. Según la Oficina del Censo de los Estados Unidos, Marion tiene una superficie total de 53.09 km², de la cual 52.9 km² corresponden a tierra firme y (0.37%) 0.19 km² es agua.

## Demografía
Según el censo de 2010, había 12345 personas residiendo en Marion. La densidad de población era de 232,52 hab./km². De los 12345 habitantes, Marion estaba compuesto por el 68.12% blancos, el 27.96% eran afroamericanos, el 0.43% eran amerindios, el 1.46% eran asiáticos, el 0.01% eran isleños del Pacífico, el 0.67% eran de otras razas y el 1.35% pertenecían a dos o más razas. Del total de la población el 2.03% eran hispanos o latinos de cualquier raza.